# Dwele
Andwele Gardner, conosciuto come Dwele (Detroit, 14 febbraio 1978), è un cantante statunitense.

## Discografia

### Album
- 2000 - Rize
- 2003 - Subject
- 2005 - Some Kinda...
- 2008 - Sketches of a Man
- 2010 - W.ants W.orld W.omen
- 2012 - Greatest Than One